# ایستگاه راه‌آهن قم
ایستگاه راه‌آهن قم یک ایستگاه راه‌آهن در شهر قم، ایران است که به‌عنوان جزئی ار راه‌آهن سراسری ایران در سال ۱۳۱۷ توسط رضاشاه پهلوی افتتاح شده‌است.

## راه‌آهن قم-اصفهان-یزد-کرمان
خط راه‌آهن قم-اصفهان-یزد در تاریخ ۹ آذر ۱۳۱۷ شروع به ساخت شده اما به دلیل همزمان شدن با جنگ جهانی دوم ساخت آن متوقف شده اما با توجه به اینکه قسمتی از زیرسازی این خط برای ریل‌گذاری آماده بود در تاریخ ۲۹ فروردین ۱۳۲۶ راه‌آهن دولتی ایران با مصالح موجود اقدام به ریل‌گذاری از قم به کاشان نموده و در تاریخ ۲۶ اردیبهشت ماه ۱۳۲۸ عملیات ریل‌گذاری خاتمه یافته و از روز ۱۹ خرداد ۱۳۲۸ بهره‌برداری آن شروع شد.
ایستگاه قم در سال ۱۳۹۷ با شماره ۳۱۸۳۵ در فهرست آثار ملی ایران به ثبت رسید.

## نگارخانه

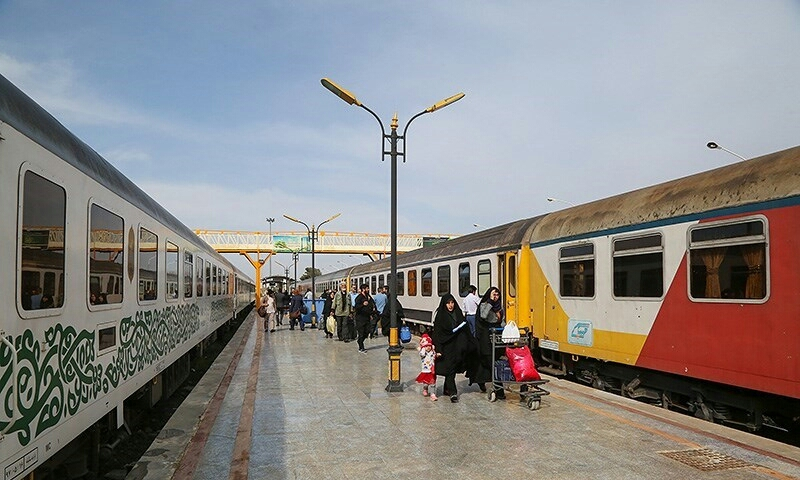
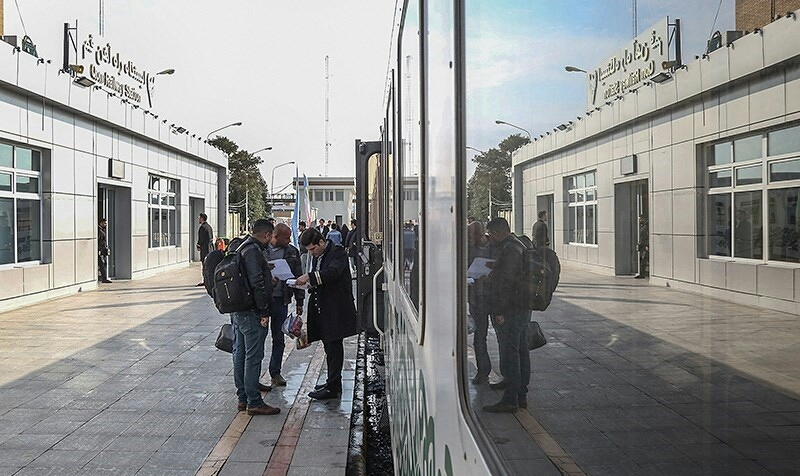
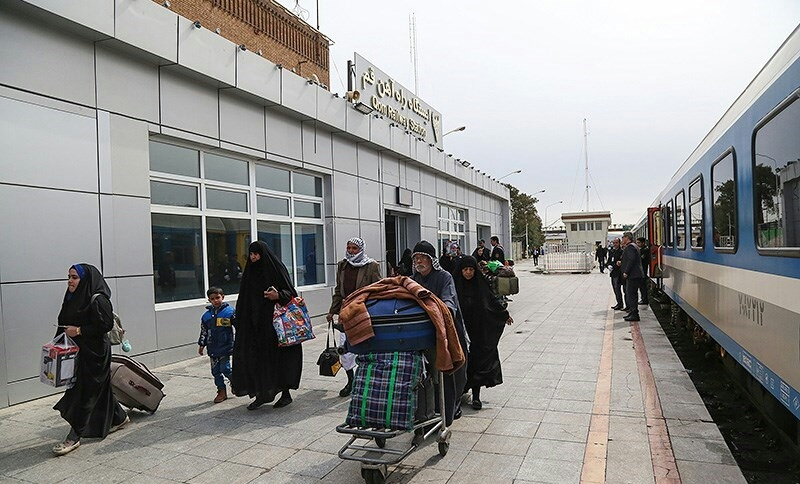
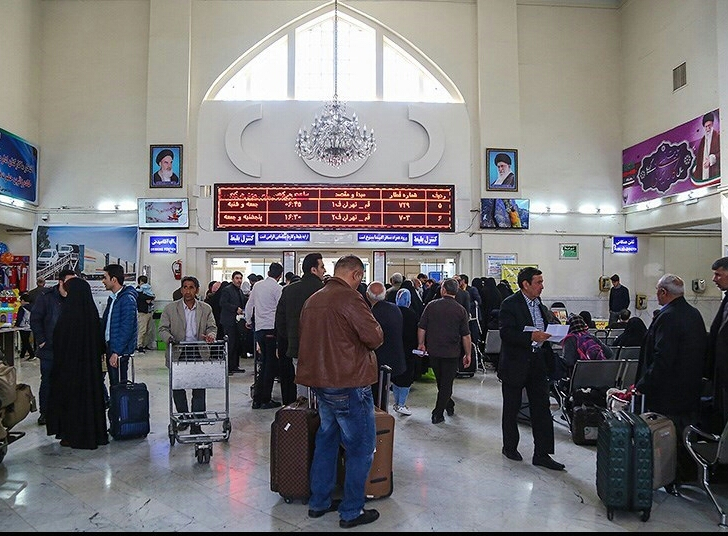